# Tirthahalli
Tirthahalli is een panchayatdorp in het district Shimoga van de Indiase staat Karnataka. 

## Demografie
Volgens de Indiase volkstelling van 2001 wonen er 14.806 mensen in Tirthahalli, waarvan 51% mannelijk en 49% vrouwelijk is. De plaats heeft een alfabetiseringsgraad van 80%.